# دیرمی
دیِرمِی (به مجاری:  Gyermely) یک شهرداری در مجارستان است که در ناحیه تاتابانیا واقع شده‌است. دیِرمِی ۴۵٫۴۵ کیلومتر مربع مساحت و ۱٬۳۱۱ نفر جمعیت دارد.

## خواهرخوانده
شهر نوین‌هاوس خواهرخواندهٔ گیرملی هست.